# در ضدآتش

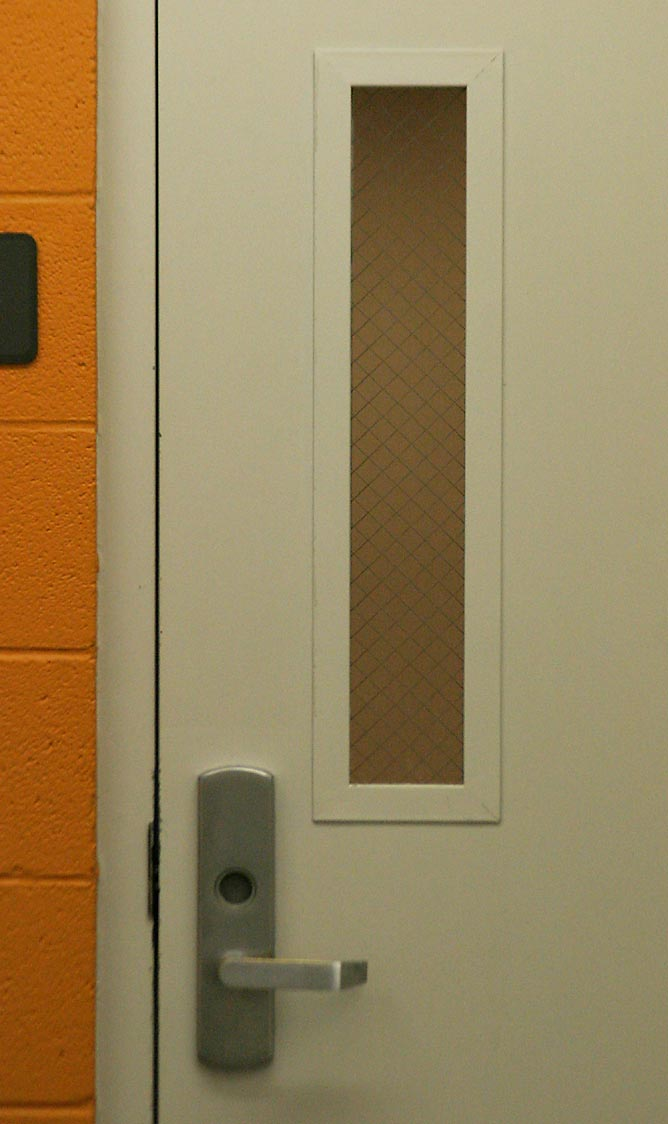
در ضدآتش، با پنل دید شیشه‌ای توری سیمی

در ضدآتش یا در ضدحریق، دری با درجه مقاومت در برابر آتش (که گاهی به عنوان درجه حفاظت در برابر آتش برای درهای ورودی نیز شناخته می‌شود) است که به عنوان بخشی از یک سیستم حفاظت غیرفعال در برابر آتش برای کاهش گسترش آتش و دود بین بخش‌های جداگانه یک سازه و فعال کردن خروج ایمن از ساختمان یا سازه یا کشتی استفاده می‌شود.

## اجزا
درهای ضدآتش ممکن است از ترکیبی از مواد ساخته شوند، مانند:
- بخش‌های شیشه‌ای (شامل پنل‌های دید)
- گچ (به عنوان یک پرکننده گرماگیر)
- فولاد
- الوار
- تخته‌های ورمیکولیت
- آلومینیوم
- گالوانیزه